# Ludwig Hirzel (litteraturhistoriker)
Ludwig Heinrich Caspar Hirzel, född den 23 februari 1838 i Zürich, död den 1 juni 1897 i Bern, var en schweizisk litteraturhistoriker. Han var son till teologen Ludwig Hirzel.
Hirzel, som var professor i tyska språket och litteraturen vid Berns universitet, skrev bland annat Schillers Beziehungen zum Altertum (1872), Goethes Beziehungen zu Zürich (1888) och utgav Albrecht von Hallers dikter och dagbok med mera.